# 克魯克頓 (亞利桑那州)
克魯克頓（英語：Crookton）是位於美國亞利桑那州亞瓦派縣的一個非建制地區。該地的面積和人口皆未知。

## 地理
克魯克頓的座標為35°17′43″N 112°42′29″W / 35.29528°N 112.70806°W，而該地的平均海拔高度為1737米（即5699英尺）。